# Jefte

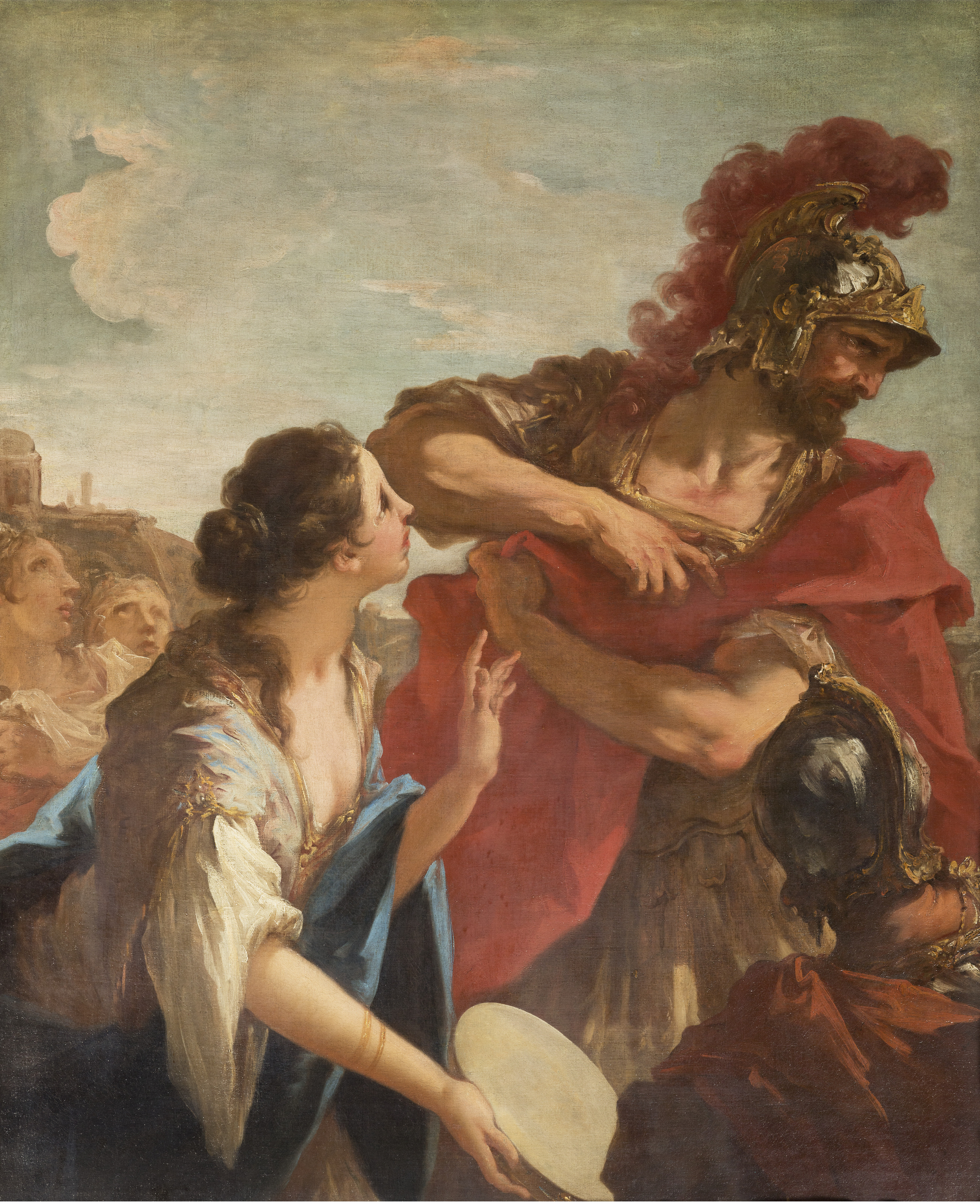
Powrót Jeftego, obraz Giovanniego Antonia Pellegriniego

Jefte (hebr. יפתח, Jiftach – „[oby] [Bóg] otworzył”, od skróconej wersji wyrażenia Jiftach-el) – postać biblijna ze Starego Testamentu, jeden z Sędziów we wczesnym okresie Izraela. Pod jego dowództwem Bóg wyzwolił Izraelitów spod osiemnastoletniej dominacji Ammonitów. Pojawia się w Księdze Sędziów 11-12.

## Życiorys
Jefte był synem Gileada, Izraelity z pokolenia Manassesa, i nierządnicy. Przyrodni bracia wyrzucili go z domu, uciekł więc do krainy Tob, gdzie zebrał wokół siebie grupę nicponi i żył z wypraw zbójeckich. Kiedy Ammonici zagrozili Izraelitom, lud zebrał się w Mispa i obrał Jeftego na wodza. Sędzia próbował negocjować z wrogiem, wykazując niesłuszność jego roszczeń, co jednak nie przyniosło rezultatu. Jefte, po złożeniu ślubu, wyruszył do walki przeciwko Ammonitom i zadał im klęskę. Pokonał też Efraimitów, którzy zazdrościli mu chwały zwycięstwa i przybyli do niego z pogróżkami. Panował jako sędzia przez sześć lat, aż do śmierci.
Jefte, zanim wyruszył na bitwę przeciwko Ammonitom, przysiągł, że jeśli zwycięży, złoży w ofierze cokolwiek wyjdzie z jego domu, gdy będzie do niego wracał. Na spotkanie wracającemu zwycięsko Jeftemu wyszła jego córka, jego jedyne dziecko. Jefte, mimo smutku, spełnił swoją przysięgę. Na złożenie ofiary całopalnej wskazują słowa „wypełnił na niej swój ślub” (Sdz 11,39, por. Sdz 11,30-31), oraz wielki ból Jeftego po zdaniu sobie sprawy z konsekwencji swej przysięgi (Sdz 11,35). Wśród egzegetów są dwie interpretacje złożenia ofiary. Tradycja żydowska skłania się ku temu, że Jefte rzeczywiście zabił swoją córkę. Według niektórych komentatorów Jefte nie znał Prawa, a był zbyt dumny, by pytać o zdanie mędrców. Inni komentatorzy uważają, że Jefte nie zabił swojej córki, lecz oddał ją do świątyni jako dziewicę. Ponieważ potomstwo było znakiem błogosławieństwa Bożego, dozgonne dziewictwo córki było szczególnym poświęceniem. Tekst biblijny mówi o tym, iż córka Jeftego opłakiwała swoje dziewictwo przez dwa miesiące, a kobiety sławiły ją co roku:
„puść mnie na dwa miesiące, a ja udam się na góry z towarzyszkami moimi, aby opłakać moje dziewictwo (...) każdego roku schodziły się na cztery dni córki izraelskie, aby opłakiwać córkę Jeftego Gileadczyka” (Sdz 11,37-40).
List do Hebrajczyków uznaje Jeftego za pozytywny przykład człowieka wiary (Hbr 11,32). Również Orygenes w pozytywnym kontekście odwołuje się do ślubu Jeftego. Istnieją inne przykłady ofiarowania dziecka Bogu, co łączyło się z towarzyszącą temu ślubowi ofiarą całopalną (por. Wj 22,29; 1 Sm 1,11.24.25). Wypełnienie takiego ślubu było przewidziane i regulowane prawem Mojżesza (Kpł 27,1-8; Lb 30,1-5). Do podobnych bezkrwawych ślubów i ofiar z dziewictwa, a nawet z pierwocin całej ludności, dochodziło także wśród ludów pogańskich.

## Jefte w kulturze
- George Gordon Byron, Córka Jeftego (wiersz)[13]
- Gertrud von le Fort, Córka Jeftego (opowiadanie – wątek Jeftego i jego córki zostaje wspomniany tylko raz, utwór natomiast opowiada o żydowskim mędrcu i lekarzu Charonie ben Israelu; w ogarniętym antysemickimi nastrojami mieście Santa Rosita traci podczas epidemii swe jedyne dziecko – niewidomą córkę – która w chwili śmierci jest jednak szczęśliwa i zadowolona z życia mimo osobistej tragedii zarówno jej, jak i ojca)[14][15]
- Georg Friedrich Händel, Jefte (oratorium)[13]
- W trakcie swych batalii Jefte dokonał masakry 42 tysięcy Efraimitów, których rozpoznawał, każąc im wymówić słowo szibbolet, którego Efraimici nie potrafili prawidłowo wymówić, mówiąc sibbolet. Od tego wydarzenia to hebrajskie słowo oznaczające kłos pszenicy lub strumień obecnie weszło do języka jako szybolet[13].